# 柯氏黃魚
柯氏黃魚（學名：Larimichthys koae）是一種已滅絕的黃魚屬，化石出土於台灣新北市樹林區，該屬的模式標本是耳石化石。